# 嘉峪関市
嘉峪関市（かよくかん-し）は、中華人民共和国甘粛省西北部に位置する地級市。市名は嘉峪関から命名された。 嘉峪関の南は祁連山脈、北は龍首山と馬鬃山に面し、その地理的特色から秦漢代以後の歴代王朝はこの地域に兵力を集中させた。

## 行政区画
成立以来、市轄区を設置したことがない。2街道・3鎮を管轄する。
- 街道:雄関街道、鋼城街道（2019年12月10日設置）
- 鎮:峪泉鎮、新城鎮、文殊鎮

### 年表
この節の出典
- 1971年9月10日 - 甘粛省酒泉地区嘉峪関市が地級市の嘉峪関市に昇格。(1市)
- 1971年10月23日 - 張掖地区粛南ユグル族自治県の一部を編入。(1市)
- 1971年11月11日 - 酒泉地区酒泉県、張掖地区粛南ユグル族自治県の各一部を編入。(1市)
- 1972年12月8日 - 一部が張掖地区粛南ユグル族自治県に編入。(1市)

## 交通
空港
- 嘉峪関空港

鉄道
- 蘭新線（蘭州駅 - 新疆ウイグル自治区ウルムチ南駅）：嘉峪関駅
- 嘉鏡線
- 敦煌線

道路
- 連霍高速道路